# 森林啓斗
森林 啓斗（もりばやし けいと、1995年1月27日 - ）は、ジャパンラグビーリーグワン宗像サニックスブルースに所属するラグビー選手。

## プロフィール
- 徳島県徳島市出身[1]。
- ポジションはセンター(CTB)。
- 身長 180 cm、体重 92 kg
- ニックネームはモリバ。
- 関西大学リーグのベストフィフティーンに選ばれたことがある[2]。

## 略歴
徳島城東高校、大阪体育大学を経て、2018年、宗像サニックスブルースに加入。同年9月15日に行われたジャパンラグビートップリーグ第3節のNECグリーンロケッツ戦に途中出場で公式戦初出場を果たす。